# Lava-lava
Un lava-lava è un capo di abbigliamento quotidiano tradizionalmente indossato dai polinesiani e da altri popoli oceanici. È costituito da un singolo panno rettangolare indossato come una gonna. Il termine lava-lava è usato sia al singolare che al plurale nella lingua samoana.

## Utilizzo tipico
Il capo d'abbigliamento è utilizzato nelle Samoa, Samoa Americane, Tonga e in parti della Melanesia e Micronesia. È indossato da uomini e donne come uniforme scolastica o abbigliamento di affari, formato da giacca e cravatta. Molte persone di etnia oceanica portano il lava-lava come espressione di identità culturale all'interno di comunità espatriate, specialmente negli Stati Uniti, Australia e Nuova Zelanda.

## Abbigliamento
Il lava-lava è fissato attorno alla vita con un nodo sugli angoli superiori del panno; le donne spesso ne infilano le estremità nella cintura, mentre gli uomini lo lasciano penzolare frontalmente. Le donne portano il lava-lava all'altezza della caviglia mentre per gli uomini questa spesso è estesa fino al ginocchio o metà polpaccio a seconda dell'attività o dell'occasione.

## Storia
Prima dell'arrivo degli europei nel Pacifico, i lava-lava più prestigiosi erano realizzati avvolgendo il corpo in toghe con stuoie fini (tessuti finemente intrecciati di foglie di pandano) o siapo (tapa) pestate da carta di gelso o di ibisco selvatici. I samoani avevano prodotto  i lava-lava partendo da materiali tradizionali come petali di fiori, foglie, piume e conchiglie legate ad un sostegno avvolgente di fibre vegetali intrecciate.
Il calico e il panno di cotone ricoperto in larga misura erano stati sostituiti in larga misura da tessuti o lava-lava come articoli di uso quotidiano (anche se toghe e siapo sono a tutt'oggi utilizzati per occasioni cerimoniali e festive o spettacoli di danza). Gli uomini samoani che portano il corpo tatuaggi pe'a, così come le donne samoani che portano i tatuaggi malu gamba spesso tirano la cintura del lava-lava oppure ad incastro sui lati e parte posteriore del lava-lava per esporre il loro tatuaggio durante spettacoli di danza o funzioni cerimoniali (come ad esempio le "cerimonie"), uno stile denominato agini.

## Forme nel ventunesimo secolo
Esistono lava-lava appositamente pensati come biancheria che si estendono fino a metà polpaccio, con tasche e cravatte/fibbie. Sono indossati da uomini in occasioni speciali o in chiesa; questi sono sempre colori formali (in contrasto con i modelli luminosi dei lava-lava quotidiani) e sono noti come sulu (fijiano), cioè faitaga (samoano), o tupenu (tongano). Simili gonne alla caviglia costituiscono la metà inferiore dell'abito formale due pezzi indossato dalle donne samoane e tongane (chiamato rispettivamente puletasi e puletaha). In occasioni speciali il tupenu tongano e puletaha sono associati con un panno o tapa chiamato ta'ovala e alcuni samoani indossano ancora una fascia tapa vala in modo simile (anche se la vala è generalmente limitata al cerimoniali/festive di oratori o le persone che vestirsi come taupou fanciulle e manaia corteggiatori). I formali, su misura, sono stili di lava-lava originari di Tonga, Samoa e Fiji. 
Ci sono lava-lava di alta qualità, realizzati con materiali come satin, velluto, poliestere e paillettes, è stato diffuso tra i gruppi di danza di performance e villaggi, chiese o cori scolastici.

## Abiti tipici e nomi similari
In inglese, tali abiti sono genericamente chiamati sarong, parola malese, mentre lava-lava è samoano (stoffa che avvolge). Un altro nome comune per la varietà polinesiana è il pareo, che è il nome tahitiano. In Nuova Caledonia e Wallis e Futuna, i lava-lava vengono chiamati "manou". Una semplice simile tipo di abbigliamento è la lap-lap indossato in Papua Nuova Guinea e Pacifico del Sud, che sono completamente aperti su entrambi i lati.